# Bambie Thug
Bambie Thug (születési nevén: Bambie Ray Robinson,  (Macroom, 1993. március 6. –) ír énekes. Ő képviselte Írországot a 2024-es Eurovíziós Dalfesztiválon, Malmőben, a Doomsday Blue című dalával.

## Pályafutása
Az ouija pop műfajában alkot, melyet ő maga teremtett meg.
Robinson kijelentette, hogy nagy hangsúlyt fektet arra, hogy jó példakép legyen a zenében, és hozzátette, hogy az iparágon belül sokan dicsérik a kábítószer-függőséget.
2024 januárjában az RTÉ bejelentette, hogy az énekes résztvevője lesz a 2024-es Eurosong ír eurovíziós nemzeti válogatónak. Doomsday Blue című versenydalával megnyerte a január 26-án rendezett döntőt, ahol a nemzetközi és az ír zsűri, valamint közönség pontjai alakították ki a végeredményt, így ő képviselhette hazáját az Eurovíziós Dalfesztiválon. A dalfesztivál május 7-én rendezett első elődöntőjéből harmadik helyezettként jutott tovább a döntőbe, ahol a hatodik helyen végzett.

## Magánélete
Robinson egy svéd apa és egy ír anya gyermekeként született meg Maigh Chromtha-ban, Corkban, Írországban.
2022-ben nembinárisnak vallotta magát.

## Diszkográfia

### EP-k
- Psilocyber (2021)
- High Romancy (2021)
- Cathexis (2023)

### Kislemezek
- Birthday (2021)
- P.M.P. (2021)
- Kawasaki (I Love It) (2022)
- Headbang (2022)
- Tsunami (11:11) (2022)
- Merry Christmas Baby (2022)
- Egregore (2023)
- Careless (2023)
- Last Summer (I Know What You Did) (Jinkával közösen, 2023)
- Doomsday Blue (2023)